# Olszowa (województwo łódzkie)
Olszowa – wieś w Polsce położona w województwie łódzkim, w powiecie tomaszowskim, w gminie Ujazd.
Przez miejscowość przepływa rzeczka Pańkówka (dalej Bielina), lewobrzeżny dopływ Wolbórki.

## Historia
Pierwsza wzmianka o Olszowie pochodzi z dokumentu arcybiskupa kujawsko-pomorskiego Zbyluta z 1379 roku. Pierwszym znanym właścicielem O. był Klemens z Wykna a po nim Ścibor Bielina. W 1445 r. Dorota c. Ścibora wniosła O. w posagu Janowi z Gutkowa h. Wilczekosy. Potomkowie Jana zaczęli używać nazwiska Olszowski. Walerian Olszowski (1583–1650) znacznie podniósł status rodu żeniąc się z Zofią z Duninów h. Łabędź. Z ich małżeństwa urodził się w O. 27 stycznia 1621 r. arcybiskup gnieźnieński i prymas Polski w latach 1674–1677 Andrzej Olszowski z Olszowy, fundator kościoła w Ujeździe.

W 1798 r. Maksymilian Olszowski (1763–1814) osadza na części swych ziem kolonistów niemieckich tworząc wieś Maksymów. W r. 1820 po śmierci Maksymiliana O. przejmuje jego syn Ignacy. Po śmierci tegoż w 1823, w następstwie zadłużenia majątku, jego bracia Maksymilian Jan, Szymon i Tomasz Olszowscy zmuszeni są sprzedać O. Nabywa ją w 1824 Józef Niemojewski z Warszawy. Po nim dziedziczy jego syn Ignacy. Zadłużony majątek w r. 1834 przejmuje sądownie Ludwik Szweycer h. Zadora (1776–1835) a po jego śmierci jego syn Wincenty doprowadzając O. do rozkwitu. W 1859 r. dobra nabywa Wiktoria ze Żmichowskich Lewińska (1809–1899), która gospodaruje tu do 1865 r. W tym okresie dwór w O. wielokrotnie odwiedza jej siostra Narcyza Żmichowska. W rezultacie aresztowania i zesłania za udział w powstaniu styczniowym syna Lewińskiej Ludwika Lewińskiego, który współgospodarował w O., zmuszona jest sprzedać ten majątek. W 1865 nabywa go Kazimierz Glinka-Janczewski (1799–1880) h. Trzaska, emerytowany profesor Instytutu Gospodarstwa Wiejskiego i Leśnictwa z Marymontu (Warszawa). Część zakupionego majątku w ramach reformy uwłaszczeniowej cara Aleksandra II z 1864 r. zostaje od niego odkupiona w celu uwłaszczenia chłopów wsi O. i Maksymów.

W r. 1868 z córką Janczewskiego Marią Krystyną (1850–1928) żeni się Julian Szczesław Malcz (1834–1902), syn znanego lekarza warszawskiego Wilhelma Malcza, który obejmuje własność O. w r. 1884. Z tego małżeństwa rodzą się dzieci: Cecylia (1869–1952) 1v. Sierzpowska, 2v. Wiesiołowska, Kazimierz (1871–1884), Bolesław (1873–1927) późniejszy dziedzic O., Władysław (1875–1922) inżynier w Warszawie i Lucjan(1878–1915), ppor. oddziału bajończyków, który poległ we Francji w rejonie Arras 9 maja 1915 r.

Stan wsi w roku 1886, w okresie własności Juliana podaje notka (Słownik geograficzny Królestwa Polskiego wyd. 1886, tom.7 str. 510):

Kol., fol. i wś nad rz. Bieliną, pow. brzeziński, gm. Łaziska, par. Ujazd. Odl. 27 w. od Brzezin, leży przy drodze z Ujazdu do Będkowa. Wś ma 16 dm, 112 mk; fol. ma 8 dm., 56 mk.; kol. ma 13 dm., 272 mk. W 1827 r. było tu 17 dm., 159 mk. O. należała pierwotnie do par. w Małczu (nieistniejącej obecnie). W pierwszej połowie XV w. [5 września 1429 r. w Mnichowcu k. Skierniewic] [biskup] Wojciech Jastrzębiec zakładając parafią w Ujeździe (należącym do Rossoszy), odłączył od par. Małcz wsie: Olszowę i Popielawy i takowe wcielił do nowej parafii (Lib. Ben. Łask. II, 321, 322). Dobra O. składały się w 1885 r. z fol. O. i Helenów, z wsi O. i Maksymów; rozl. mr. 63; fol. O. gr. or. i ogr. mr. 285, łąk mr. 66, pastw. mr. 11, lasu mr. 242, nieuż. mr. 45, razem mr. 616, bud. mur. 3, z drzewa 18; fol. Helenów, gr. or. i ogr. mr. 314, łąk mr. 31, pastw. mr. 10, lasu mr. 54, nieużytk. mr. 6, razem mr. 415, bud. z drzewa 5, las nieurządzony. Wś O. os. 57, z gr. mr. 190, wś Maksymów os. 6, z gr. mr. 198.
Objaśnienia: kol. – kolonia, fol. – folwark, wś – wieś, w. – wiorst, mk – mieszkańców, mr. – mórg, gr. or. – gruntów ornych, os. – osada, dm – domów

Od roku 1911 właścicielem majątku był Bolesław Malcz żonaty z Zofią Moszyńską (1884–1964), ziemianin i działacz społeczny. W r. 1926 przekazał nieodpłatnie morgę ziemi pod budowę budynku szkoły powszechnej w O. Bolesław zmarł w r. 1927 zostawiając zadłużony majątek. W rok po jego śmierci wdowa wraz z trójką dzieci Stanisławem, Zbigniewem i Elżbietą opuściła O. a majątek zakupiła spółka cywilna Ignacy Adamski, inż. Stanisław Cedroński i Wiktor Ende, która rozpoczęła parcelację dóbr O. W r. 1936 ich pełnomocnikiem zostaje Leon Jabłoński, którego rodzina w 1940 r. nabywa pozostałość majątku. W wyniku reformy rolnej z 1944 r. w ich rękach pozostaje 50 ha, podupadły dwór i budynki gospodarcze. Jabłońscy gospodarowali w dawnym folwarku do końca 2017 r. 

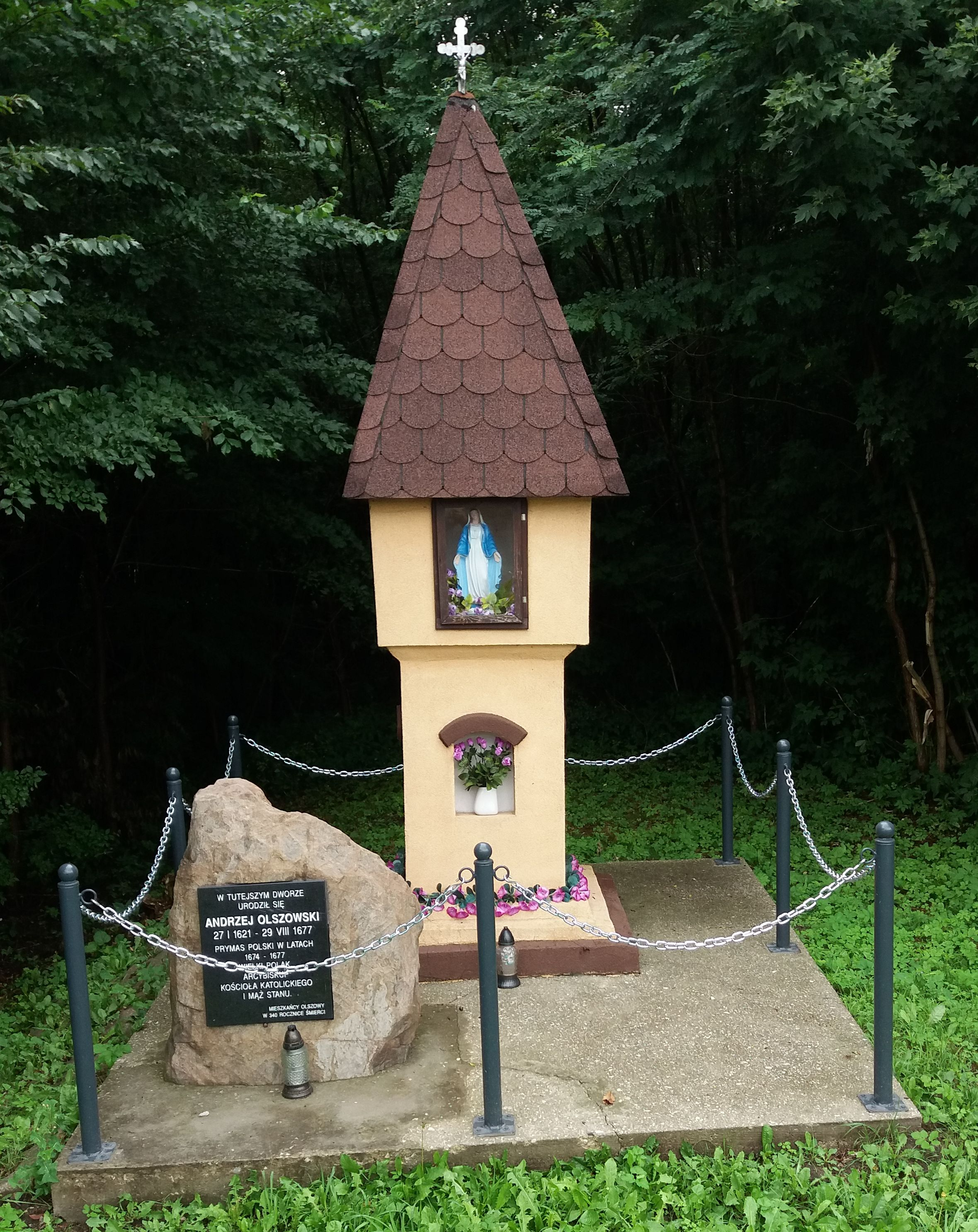
Tablica pamiątkowa arcybiskupa Andrzeja Olszowskiego

## Stan obecny
Sołectwo Olszowa obejmuje wsie Olszowa i Kolonia Olszowa. W październiku 2017 w sołectwie O. mieszkało 180 osób a jego grunty obejmowały ok. 430 ha. W sołectwie działa kopalnia piasku, ferma drobiu i warsztat samochodowy.
W latach 1975–1998 miejscowość położona była w województwie piotrkowskim.